# Tuva Novotny
Pour les articles homonymes, voir Novotny.
Tuva Novotny, née Tuva Moa Matilda Karolina Novotny Hedström le 21 décembre 1979 à Stockholm, est une actrice suédoise.

## Biographie
Tuva Novotny est la fille du réalisateur tchèque David Novotny et de l'actrice et sculptrice suédoise Barbro Hedström. Elle vit à Copenhague.

## Vie privée
Depuis 2019, elle est en couple avec l'acteur suédois Alexander Skarsgård . Ensemble, ils ont un enfant né en 2022.
L'actrice était déjà maman d'Ella, née en 2007 de sa relation avec Nicolai Bjerrum Lersbryggen.

## Filmographie partielle

### Comme actrice
- 2000 : Sleepwalker
- 2005 : Stoned
- 2006 : The Guild
- 2009 : Possession
- 2010 : Mange, prie, aime
- 2011 : ID：A
- 2012 : The Spiral (série)
- 2013 : Crimes of Passion (série)
- 2014 : Capitaine Dent de Sabre - Le trésor de Lama Rama de John Andreas Andersen et Lisa Marie Gamlem : Frida
- 2015 : A War (en danois : Krigen) de Tobias Lindholm
- 2016 : Ultimatum (Kongens nei ) de Erik Poppe : Princesse Märtha de Suède
- 2016 : Nobel (Nobel – fred for enhver pris) (série) de Per-Olav Sørensen : Johanne Riiser
- 2017 : Borg McEnroe de Janus Metz Pedersen : Mariana Simionescu
- 2018 : Intrigo : Mort d'un auteur (Intrigo: Death of an Author) de Daniel Alfredson : Eva Schwarz
- 2018 : Annihilation d'Alex Garland : Cass Sheppard
- 2021: The Middle Man de Bent Hamer : Brenda
- 2023 : The Abyss (Avgrunden) de Richard Holm (en) : Frigga Vibenius

### Comme réalisatrice
- 2018 : Blind Spot

## Récompenses et distinctions
- 2002 : Shooting Stars de la Berlinale
- 2016 : Robert de la meilleure actrice pour A War (Krigen)